# Chrysobothris vitalisi
Chrysobothris vitalisi es una especie de escarabajo del género Chrysobothris, familia Buprestidae. Fue descrita científicamente por Bourgoin en 1922.